# Середня тривалість життя
Сере́дня трива́лість життя́ — середня (середнє арифметичне) тривалість життя представників певної групи організмів, зазвичай визначена від народження до смерті.

## Загальний опис
Хоча термін часто використовується в популяційній біології, його чіткого визначення не існує: тоді як у випадку незмінних із часом статистичних характеристик популяції проблем не виникає, у випадку популяції, умови існування або генетичні ознаки якої змінюються швидше за тривалість життя, різні визначення дають різні результати. Так, за умовами покращення умов існування усереднене за довгий період значення тривалості життя буде меншим за тривалість життя організмів, визначене за останній період. Більш того, усереднена тривалість життя організмів, що померли за деякий короткий інтервал часу відрізнятиметься від усередненої тривалості життя організмів, народжених за цей же період. Найчастіше на практиці використовується саме остання ознака, так звана очікувана тривалість життя при народженні, хоча в деяких дослідженнях можливо використання і середньої тривалості життя, підрахованої за тривалий період. Інші проблеми визначення тривалості життя характерні вже не для популяцій, а й для окремих організмів, наприклад, проблеми визначення момента «народження», що важко у випадку тривалого зберігання насіння та спор або у випадку вегетативного розмноження — ці проблеми спільні з проблемами визначення максимальної тривалості життя.
Середня тривалість життя часто протиставляється максимальній. Тоді як перша ознака залежить від числа хвороб та нещасних випадків і багато в чому є характеристикою умов існування (що істотно відрізняються, наприклад, у тварин в природі та в неволі), максимальна тривалість життя майже виключно визначається швидкістю старіння, характерній для даного виду.

## Цікаво
«Гас, у деякому розумінні, збільшив тривалість життя сільського населення, тих, хто з причин дорожнечі або неефективності китового жиру був змушений після заходу сонця лягати в постіль і проводити там майже половину свого життя. Тепер вони могли присвятити частину ночі читанню та іншим розвагам, що особливо актуально, якщо говорити про зимову пору» (з книги Д. Єргіна «Приз»).